# Капустина, Татьяна Константиновна
Татьяна Константиновна Капустина (род. 14 апреля 1950, Мытищи, Московская область) — балетмейстер, педагог, лауреат Международного конкурса артистов балета в Варне (1974), заслуженная артистка РСФСР (1986).

## Биография
Татьяна Капустина родилась в 1950 году в Мытищи Московской области.
В 1968 году окончила Московское хореографическое училище.
В 1968—1989 годах была солисткой балета Новосибирского театра оперы и балета с богатым репертуаром, в который входили в основном классические партии.
С 1969 года работает преподавателем Новосибирского государственного хореографического колледжа.
В 1989—1993 годах была солисткой Камерного театра «Балет Новосибирск-100».
В 1998 году стала главным балетмейстером Новосибирского театра музыкальной комедии.

## Особенности танца
Благодаря своим великолепным физическим данным и стилистической восприимчивости балерина могла танцевать психологически сложные и технически насыщенные партии. Кроме свободы техники, вращения и прыжка Татьяне Капустиной также присущи особые динамика и размах, благодаря чему исполняемые образы обретают исключительную убедительность и калорит.

## Партии
- «Жизель» А. Адана — Мирта
- «Дон Кихот» — Уличная танцовщица
- «Бахчисарайский фонтан» А. Асафьева — Зарема
- «Спартак» А. Хачатуряна — Эгина
- «Легенда о любви» А. Меликова — Мехмене-Бану
- «Спящая красавица» П. Чайковского — Фея Сирени
- «Макбет» К. Молчанова — Леди Макбет
- «Антоний и Клеопатра» Э. Лазарева — Клеопатра[1][2]